# Ioan-Iovitz Popescu

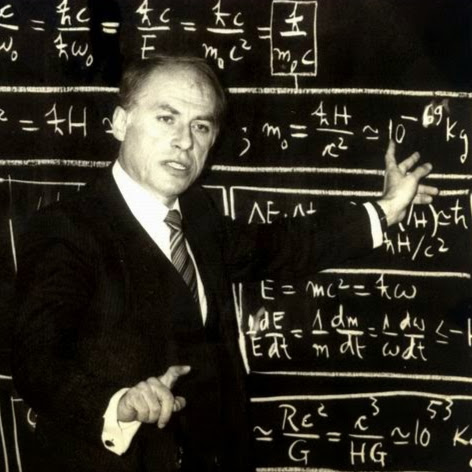
Ioan-Iovitz Popescu ținând un curs, Universitatea din București, 1982

Ioan-Iovitz Popescu (n. 1 octombrie 1932, Burila Mare, Mehedinți, România – d. 22 decembrie 2023) a fost un fizician și lingvist român, profesor emerit la Facultatea de Fizică a Universității din București, și membru titular al Academiei Române (din 1990). În domeniul fizicii, este cel mai bine cunoscut pentru activitatea din domeniile descărcărilor electrice în gaze și ale fizicii plasmei, precum și pentru colaborările sale cu Denisa Popescu în domeniul spectroscopiei laser. Totodată, el a avut contribuții științifice care au pus bazele domeniului laserelor cu raze gamma, alături de Carl B. Collins și Silviu Olariu. Începând cu anul 2006, activitatea lui Iovitzu Popescu s-a axat cu preponderență pe domeniul lingvisticii, în colaborare cu Gabriel Altmann.

## În tinerețe
Iovitzu Popescu s-a născut în satul Burila Mare, Județul Mehedinți. Este fiul lui Dumitru Popescu și al Elvirei (născută Ioviț). În anul 1951 el absolvă Liceul Traian din Turnu Severin. Între 1951 și 1955 este student al Facultății de Matematică și Fizică din cadrul Universității din București, pe care o absolvă în anul 1955 cu teza „Lampa cu vapori de sodiu”, sub îndrumarea lui Radu Grigorovici.

## Carieră
În anul 1955, după absolvire, Eugen Bădărău îi oferă lui Iovitzu Popescu o poziție la Universitatea din București, în cadrul Departamentului de optică și descărcări în gaze, pe care acesta o acceptă. În 1961, Iovitzu Popescu obține titlul de Doctor în Fizică cu teza intitulată „Mecanismul părților catodice ale descărcării luminiscente”, avându-l coordonator pe profesorul Bădărău.
Între anii 1960 și 1972 Iovitzu Popescu conduce Laboratorul de Fizica Plasmei al Institutului de Fizică din București. În 1969 el este co-autor al unuia din primele studii experimentale de nano-clustering în gaze de înaltă presiune. Între 1967 și 1969 beneficiază de o bursă Humboldt la Universitatea din Kiel, Germania. Aici efectuează studii de spectroscopie atomică alături de profesorii Walter Lochte-Holtgreven și Johannes Richter. În anul 1970 el își începe colaborarea cu profesorul Carl B. Collins, directorul Centrului de Electronică Cuantică al Universității din Texas, Dallas, pe teme legate de spectroscopie multifotonică și emisie gamma indusă. În 1974 ei devin co-autori ai primei raportări experimentale a spectrelor multifotonice. În anul 1972 Iovitzu Popescu devine profesor titular la Facultatea de Fizică a Universității din București. A deținut funcția de Decan al Facultății de Fizică din 1972 până în 1977. Între anii 1977 și 1981 el conduce nou înființatul Institut de Fizică și Tehnologie a Aparatelor cu Radiații.
Începând cu luna mai a anului 1981 Iovitzu Popescu devine Rector al Universității din București, poziție pe care o deține până în luna Octombrie a anului 1989. În 1990 este ales membru titular al Academiei Române, după ce fusese membru corespondent al acesteia timp de 16 ani. A prezidat Secția de Științe Fizice a Academiei Române între anii 1990 și 1992.
În 1982, Iovitzu Popescu a scris că eterul este „o formă de existență a materiei, dar diferă calitativ de substanța comună (atomică și moleculară) sau de radiație (fotoni)”. Etherul fluid este „guvernat de principiul inerției și prezența sa produce o modificare a geometriei spațiu-timp”. Construită dupa modelul corpusculilor ultra-mundani ai lui Le Sage, teoria lui Popescu presupune un Univers finit "umplut cu particule de masă extrem de mică (de circa 10-69 kg), care călătoresc haotic cu viteza luminii" și corpuri materiale "formate din astfel de particule numite etheroni".
În ultimul timp, preocupările lui Iovitzu Popescu s-au orientat asupra domeniului lingvisticii cantitative, care a devenit una dintre activitățile sale preferate de petrecere a timpului liber.
Autobiografia lui Iovitzu Popescu a fost publicată în anul 2020, sub egida Academiei Române.

## Viața personală
Iovitzu Popescu a fost căsătorit cu Denisa-Georgeta Popescu din anul 1963 până la moartea ei, în 2003. Împreună au publicat 35 de lucrări științifice pe teme legate de spectroscpia laser și optogalvanică.

## Premii
Excelența meritelor lui Iovitzu Popescu este atestată de importante premii:
- 1961 - Premiul pentru Fizică, decernat de Ministerul Educației Naționale.
- 1966 - Premiul "Constantin Miculescu" pentru Fizică, decernat de Academia Română.
- 1981 - Ordinul „Meritul Științific” clasa a II-a „pentru rezultatele obținute în îndeplinirea cincinalului 1976–1980, pentru contribuția deosebită adusă la înfăptuirea politicii Partidului Comunist Român de făurire a societății socialiste multilateral dezvoltate în patria noastră, cu prilejul aniversării a 60 de ani de la făurirea Partidului Comunist Român”[13]
- 1997 - Cetățean de Onoare al Județului Mehedinți.
- 1998 - Doctor Honoris Causa al Universității din Craiova.
- 2000 - Gradul de Comandor al Ordinului Național "Serviciul Credincios", decernat de Președintele României.
- 2002 - Diploma "Meritul Academic", decernată de Academia Română.
- 2002 - "Diplomă de Excelență", decernată de către Ministerul Educației Naționale și Cercetării Științifice.
- 2009 - Premiul "Opera Omnia" pentru merite științifice deosebite, decernat de CNCSIS.
- 2009 - "Diploma de Excelență" a municipiului Drobeta-Turnu Severin.
- 2010 - "Medalia de Onoare", decernată de Institutul de Fizică Atomică.
- 2012 - Premiul "Grigore Moisil" pentru științe exacte, decernat de Marea Lojă Națională din România.
- 2012 - "Diplomă de Excelență", decernată de Ministerul Educației Naționale și Cercetării Științifice.

## Publicații
Până la această dată, cea mai citată publicație științifică a lui Iovitzu Popescu rămâne studiul său de sinteză asupra efectelor cuantice ale fluxurilor electromagnetice, în colaborare cu Silviu Olariu.
Cursul de optică geometrică al profesorului Popescu, publicat pentru prima oară în 1988, a fost tradus recent în limba engleză și este disponibil gratuit online.
Cele mai importante cărți și publicații științifice ale sale sunt:
- Efectele cuantice ale fluxurilor electromagnetice
- Emisie accelerată de raze gamma din izomerul de 31 de ani al 178 Hf indusă de iradiere cu raze X
- Studii de frecvență a cuvintelor
- Pompajul coerent și incoerent cu radiație optică intensă al unui laser cu raze gamma
- Folosirea tehnicilor de amplificare a sarcinilor spațiale în spectroscopia de absorbție a Cs și Cs2
- Excitarea și ionizarea multifotonică a cesiului atomic cu un laser acordabil cu colorant
- Emisie γ din izomerul de 31 de ani al 178 Hf indusă de iradierea cu raze X
- Radiație acordabilă de sincrotron folosită la inducerea de emisie γ în izomerul de 31 de ani al 178 Hf